# سفارة السويد في المكسيك
سفارة السويد في المكسيك هي أرفع تمثيل دبلوماسي لدولة السويد لدى المكسيك. تقع السفارة في مدينة مكسيكو وهي تهدف لتعزيز المصالح السويدية في المكسيك.

## وصلات خارجية
- الموقع الرسمي
- قائمة سفارات السويد
- قائمة السفارات في المكسيك